# Jelić proti Hrvaški
Jelić proti Hrvaški [2014]  (št. 57856/11) je primer, v katerem je Evropsko sodišče za človekove pravice razsodilo, da je v primeru umora vlagateljičinega partnerja, oziroma neustrezni preiskavi njegove smrti, prišlo do kršitve pravice do življenja, zagotovljene v Evropski konvenciji o človekovih pravicah. 

## Ozadje primera
Novembra 1991 je v hišo zakoncev Jelić, vstopilo pet oboroženih neznanih storilcev, oblečenih v uniforme, ter odpeljalo Vaso Jelića. Čez mesec dni je bilo najdeno njegovo truplo. Kar osem let ni bilo izvedenih nikakršnih preiskovalnih ukrepov. Ob zaslišanju oseb, so prepoznali osumljence, kateri so razkrili, da so imeli seznam ljudi za aretacijo in likvidacijo.

## Postopek
Vlagateljica Ana Jelić je navajala, da obveznosti iz postopka naložene toženi vladi s členom Konvencije, ki prepoveduje diskriminacijo in pravico do življenja, niso bile izpolnjene in da v tem oziru ni dobila nobenega poplačila, kot je zahtevano s členom Konvencije o pravici, do učinkovitega pravnega sredstva. Vlada je razsodila, da je prišlo do kršitve člena pravice do življenja, medtem ko pritožbe glede prepovedi diskriminacije ni potrebno preučiti.
Vlagateljica se sklicuje na člen Konvencije o pravici do življenja, da je njenega moža aretirala in ubila hrvaška policija in da je bila posledično preiskava smrti neustrezna. Dalje navaja kršitev člena Konvencije o prepovedi diskriminacije, da je bil mož ubit zaradi srbskega etničnega izvora. Hkrati se je sklicevala na člen Konvencije o pravici do učinkovitega pravnega sredstva, zaradi pomanjkljivih  pravnih sredstvih v zvezi s svojimi pritožbami.

## Odločitev ESČP
Osrednje vprašanje, na katerega je Sodišče odgovarjalo je: "Ali je v omenjenem primeru res prišlo do kršitve pravic do življenja, prepovedi diskriminacije in pravice do učinkovitega pravnega sredstva?"
Sodišče je soglasno izjavilo, da je prišlo do kršitve pravic do življenja. Razsoja tudi, da pritožbi na podlagi ostalih dveh členom ni potrebno preučiti, saj nista utemeljeni.
Razlogi: Vasa Jelić je bil ubit pred začetkom veljavnosti Konvencije v zvezi s Hrvaško, zato je Sodišče ugotovilo, da očitek o ubijanju ne spada v njegovo časovno pristojnost, zato ta del pritožbe ni dopusten. Skladno s tem je prišlo do kršitve pravice do življenja zaradi neučinkovite raziskave smrti gospoda Jelića. 
Tožena stranka se je pod členom Konvencije o pravičnem sojenju pritožila, da je nacionalno sodišče napačno presodilo, da je bil njen zahtevek za odškodnino vložen po izteku zakonitega roka, odvzeta ji je bila pravica do dostopa sodišča, saj niso preučili njeno trditev po  vsebini. Sodišče je pritožbo, kot očitno neutemeljeno, zavrnilo. 
Sodišče je razsodilo, da Republika Hrvaška plača gospe Jelić 20000€ za nepremoženjsko škodo in 1000€ za stroške in izdatke. Sodišče je razsodilo na podlagi člena Konvencije o pravičnem zadoščenju. 

## Vir
1. ↑  »HUDOC - European Court of Human Rights«. hudoc.echr.coe.int. Pridobljeno 19. januarja 2018.